# Girl 6
Girl 6 (bra: Garota 6) é um filme estadunidense de 1996, dos gêneros suspense romântico e humor negro, dirigido e produzido por Spike Lee, com roteiro de Suzan-Lori Parks.

## Enredo
Uma jovem aspirante à atriz não consegue trabalho em Nova York e, desesperada, acaba aceitando um emprego como atendente de tele-sexo. Aos poucos, ela passa a ter uma relação íntima com um dos clientes e confunde realidade com fantasia.